# Carro de combate

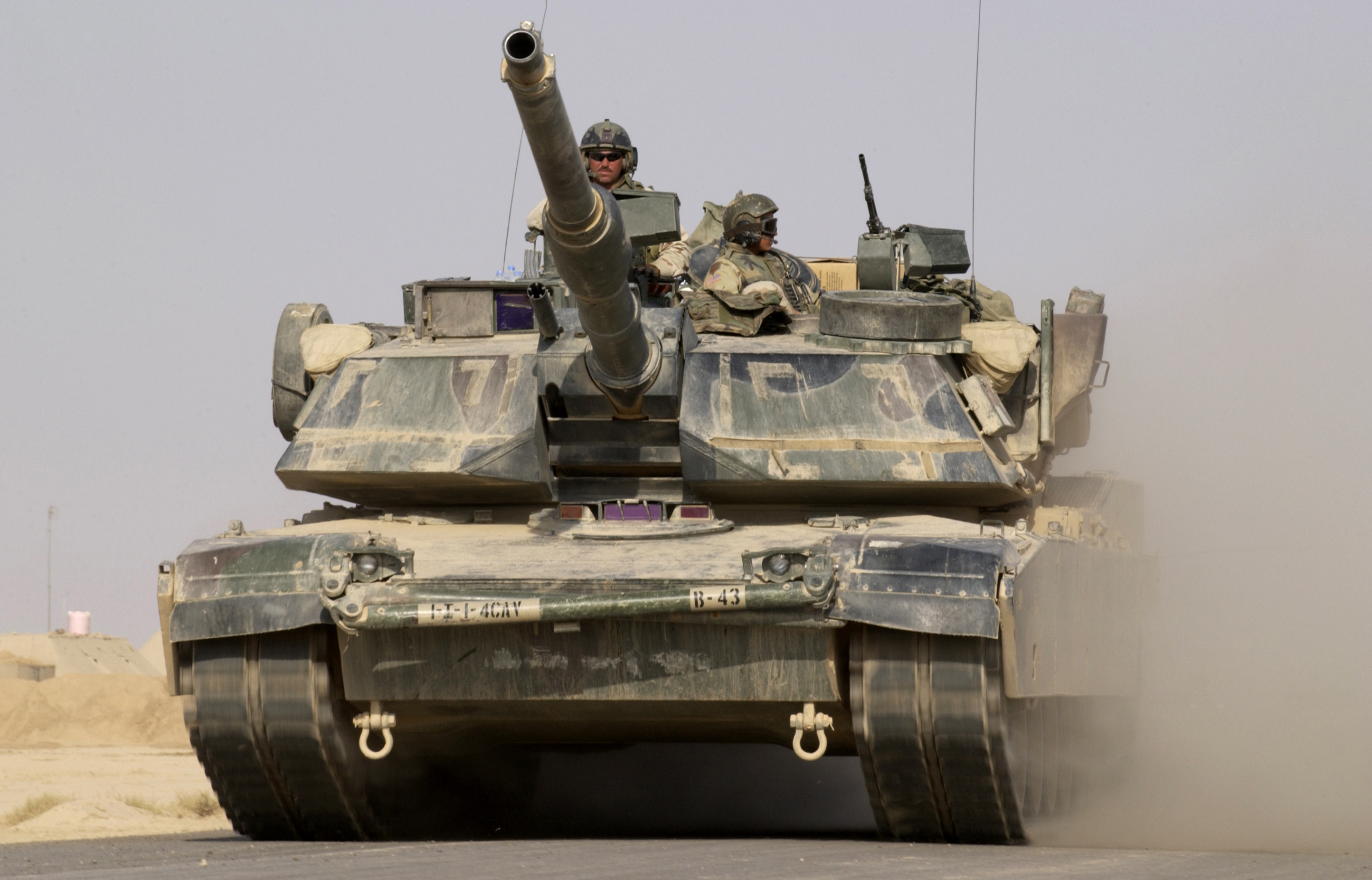
Um carro de combate M1A1 Abrams do exército norte-americano no Iraque (2004), um dos principais tanques de batalha modernos.

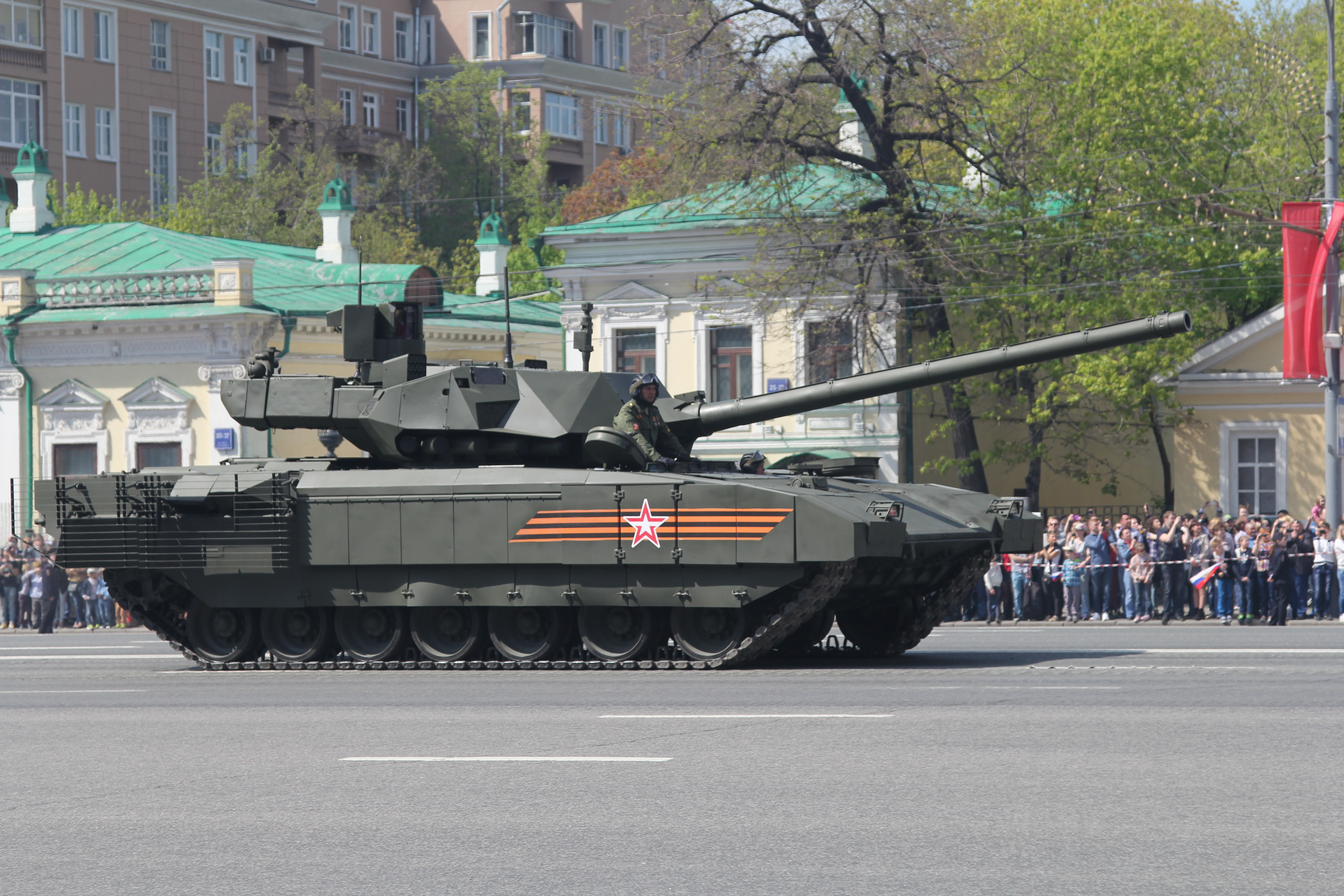
Um tanque russo T-14, o mais novo tanque do exército russo.

Um carro de combate (conhecido popularmente como tanque de guerra) é um sistema de armas que reúne em si, sob determinada prioridade sistémica, as 5 acções essenciais ao combate: Poder de fogo, Ação de Choque, Protecção, Mobilidade, e Informações e Comunicações.
Possui com elemento do subsistema mobilidade, a esteira (lagarta) através do qual se desloca. Como armamento principal, possui uma peça de elevado calibre, como um canhão. Em inglês designa-se por Main Battle Tank (MBT). O termo tanque (ou no original em inglês, "tank") surgiu como um código criado por seus inventores, os ingleses, para disfarçar o projeto do primeiro carro de combate de seus inimigos à época.
É um veículo de combate blindado utilizado geralmente pela cavalaria de um exército, projetado principalmente para atacar forças inimigas com a utilização de fogo direto. Um carro de combate é caracterizado pelo seu armamento pesado e pela sua blindagem também pesada, tal como o seu grau de mobilidade que o permite atravessar terreno difícil a grandes velocidades. Embora os carros de combate sejam caros de operar e exigentes na vertente logística, são, ainda o elemento mais eficaz e letal na guerra de assalto terrestre e continuará a sê-lo num futuro próximo. Estão entre as armas de combate modernas mais formidáveis e versáteis, tanto pelo fato da sua habilidade para atacar contra alvos terrestres, tanto como o seu valor de choque contra a infantaria convencional.
Atualmente, os carros de combate modernos estão equipados com câmaras térmicas que permitem uma excelente visão do campo de batalha de noite ou quando obscurecido com fumos. Os carros de combate atuais possuem, também, um feixe laser que permite avaliar a distância exacta ao alvo. É por isso importante referir que o carrista (membro de uma guarnição de carro de combate) atual é um profissional altamente treinado e conhecedor do equipamento que opera.
Os carros de combate atuais podem ser guarnecidos por 4 ou 3 pessoas, Chefe de Carro, Apontador, Municiador e Condutor, sendo que nos carros de combate com municiamento automático, se suprime o Municiador.
As divisões de carros de combate são geralmente utilizadas com o apoio de infantaria, engenheiros, artilharia, aviões, e outros meios de suporte tanto técnico como de combate. Caso não sejam apropriadamente protegidos, os carros de combate podem ser vulneráveis a ataques de infantaria, minas, e de aviões.

## História
Muitas fontes creditam os primeiros projetos de carros de combate a Leonardo da Vinci, que imaginou um poderoso veículo com canhões sobre rodas.

### Primeira Guerra Mundial

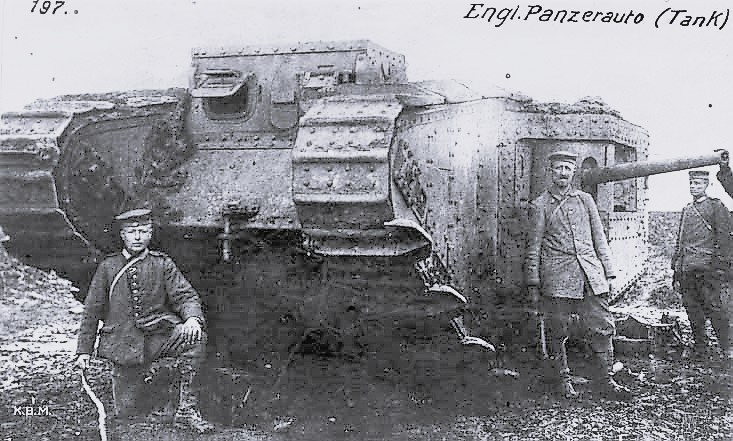
Carro de combate britânico Mark I capturado pelos Alemães durante a Primeira Guerra Mundial. As lagartas eram enormes de modo ao tanque poder escalar obstáculos. As principais armas eram montadas em ambos os lados do tanque, de modo a manter o centro de gravidade baixo.

Tendo já visto a utilização de carros armados da Rolls-Royce em 1914, e tendo conhecimento do esquema para criar um veículo de combate de lagartas, Winston Churchill patrocinou o Landships Committee para supervisionar o desenvolvimento desta nova arma. O primeiro protótipo de um tanque criado com sucesso, com a alcunha de "Little Willie", foi testado a 6 de Setembro de 1915. Embora inicialmente chamados de "landships" (Português: navios terrestres) pelo Almirante, eram geralmente referidos como "water-carriers" (Português: transportadores de água), e mais tarde referidos oficialmente como "tanques" para manter em segredo o projecto. A palavra "tanque" foi utilizada para dar a sensação aos trabalhadores, que estes estariam a trabalhar na construção de contentores de água com lagartas para o exército Britânico na Mesopotâmia.
O primeiro carro de combate a entrar em serviço foi um Mark I, levado para combate pelo Capitão H. W. Mortimore da Marinha Real Britânica para Delville Wood durante a batalha do Somme a 15 de Setembro de 1916. A França mais tarde desenvolveu o Schneider CA1 a partir de tractores Holt, sendo utilizados pela primeira vez a 16 de Abril de 1917. Posteriormente desenvolveram os pesados St. Chamond. Em seguida veio um tanque leve amplamente fabricado e muito utilizado pelos aliados, o Renault FT-17. Os alemães também criaram o seu tanque, o A7V. A primeira utilização maciça de carros de combate por ambos os lados de uma batalha ocorreu a 20 de Novembro de 1917, na batalha de Cambrai.
A guerra terminou antes que o uso de carros de combate pudesse ter um impacto significativo, apenas algumas centenas de veículos tendo efectivamente sido postos em campo. No entanto, o resultado do uso de carros de combate na Batalha de Amiens, perto do final da guerra, demonstrou o potencial da tecnologia.

### Segunda Guerra Mundial

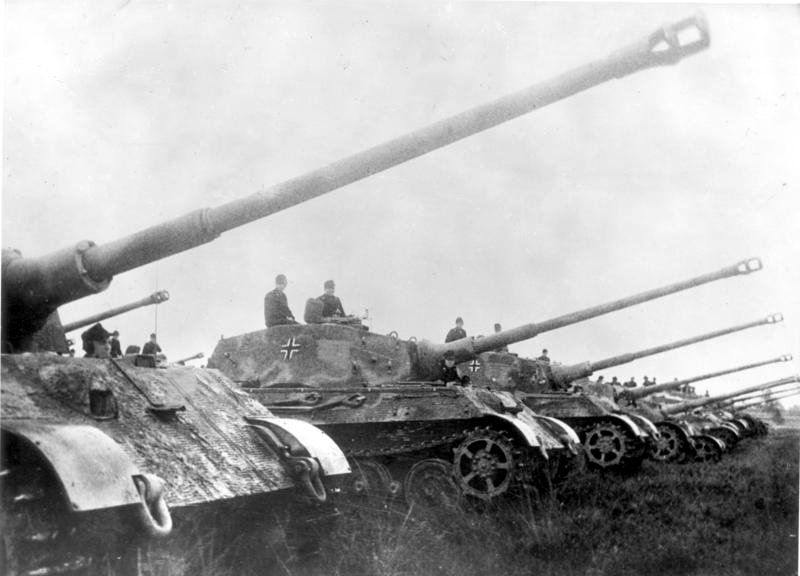
Tanques Tiger II da Alemanha, em 1944.

A Segunda Guerra Mundial foi a primeira guerra onde os veículos blindados foram fundamentais para o sucesso no campo de batalha. Neste período os tanques se transformaram em verdadeiros sistemas complexos de armas móveis, sendo capaz de alcançar vitórias táticas em tempos incrivelmente curtos. Entretanto, ao mesmo tempo foram desenvolvidas eficientes armas anticarro, provando que por mais fortes que fossem, os blindados não eram invulneráveis. Alguns exércitos aliaram a mobilidade da infantaria com a proteção da cavalaria, criando divisões de infantaria motorizada altamente poderosas.

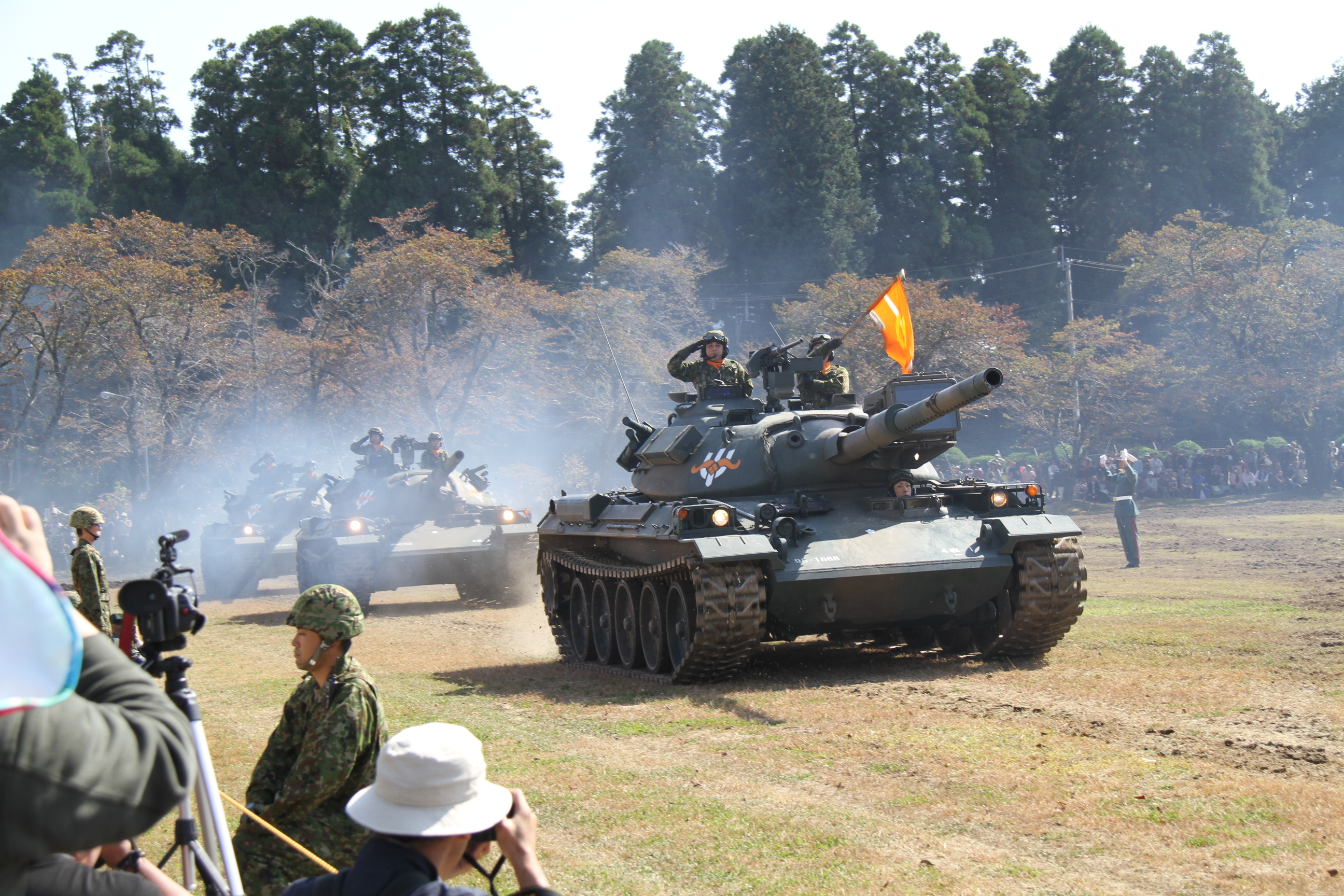
Tanques Type 74 japoneses.

## Design

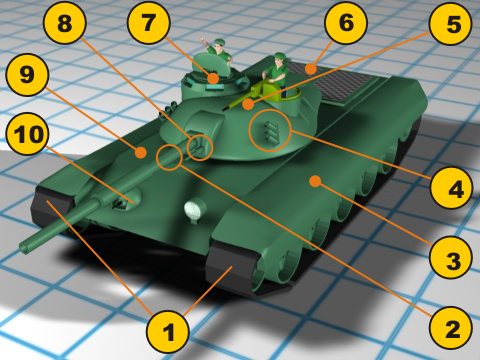
Esquema de um veículo blindado pesado
1. Trilho
2. Peça
3. Protecção das lagartas
4. Lança Potes de fumo
5. Torre/Compartimento de Combate
6. Compartimento do motor
7. Torreta/Chefe de Carro
8. Metralhadora coaxial
9. Corpo, blindagem principal
10. Metralhadora/Lugar do condutor.

Os três tradicionais factores que determinam a eficácia de um tanque são: poder de fogo, mobilidade e proteção.
O poder de fogo é a habilidade de um carro de combate para destruir um alvo. Tal inclui a distância máxima no qual os alvos podem ser atacados, a habilidade para atacar alvos em movimento, a velocidade no qual os alvos podem ser destruídos, a capacidade de destruir veículos blindados ou tropas protegidas, e a habilidade de continuar em combate após se ter recebido danos.
Seguem-se alguns exemplos de como diferentes países são influências pelo design dos seus carros de combate:
- O Reino Unido tem historicamente optado por um melhor poder de fogo e uma melhor proteção à custa de alguma mobilidade. O Exército Britânico mantém um pequeno, e profissional exército, e portanto a sobrevivência da guarnição do carro de combate é um dos factores mais importantes;
- Os Estados Unidos tem um exército grande com armas sofisticadas e um complexo serviço de suporte móvel. Como é esperado que os seus veículos raramente estejam longe do suporte e de unidades de reparação, é menos o treino e o esforço dado para as guarnições poderem elas mesmas fazerem a manutenção do carro de combate ou reparar este após sofrer danos num combate;
- Os carros de combate Alemães foram completamente superados pela mobilidade dos T-34 na frente Russa durante a Segunda Guerra Mundial, no qual tornou-se num factor importante para a sua derrota. Também perderam muito devido à sua complexidade nos Carros de Combate Tiger e Panther , devido a avarias mecânicas constantes. Como resultado os tanques Alemães no pós-guerra foram desenhados para serem muito manobráveis, tendo resultado numa menor protecção. A menor necessidade de manutenção é também um fator importante na concepção;
- Israel é uma nação pequena, mas rica, com um número de homens limitado num ambiente político hostil (rodeados pelo inimigo), sendo o seu principal interesse a sobrevivência da guarnição. Como tal, é a única nação a produzir um carro de combate moderno com o motor à frente, o Merkava, para aumentar a proteção da guarnição atrás do mesmo.

## Vulnerabilidades
Apesar do que se possa pensar, o fator ruído não é uma vulnerabilidade no carro de combate, pois a missão de uma unidade de carros de combate é estreitar o contacto com o inimigo, para o destruir, capturar ou repelir o seu assalto, ou seja, quando uma unidade de carros de combate é mobilizada tem como objectivo combater.

### Infantaria

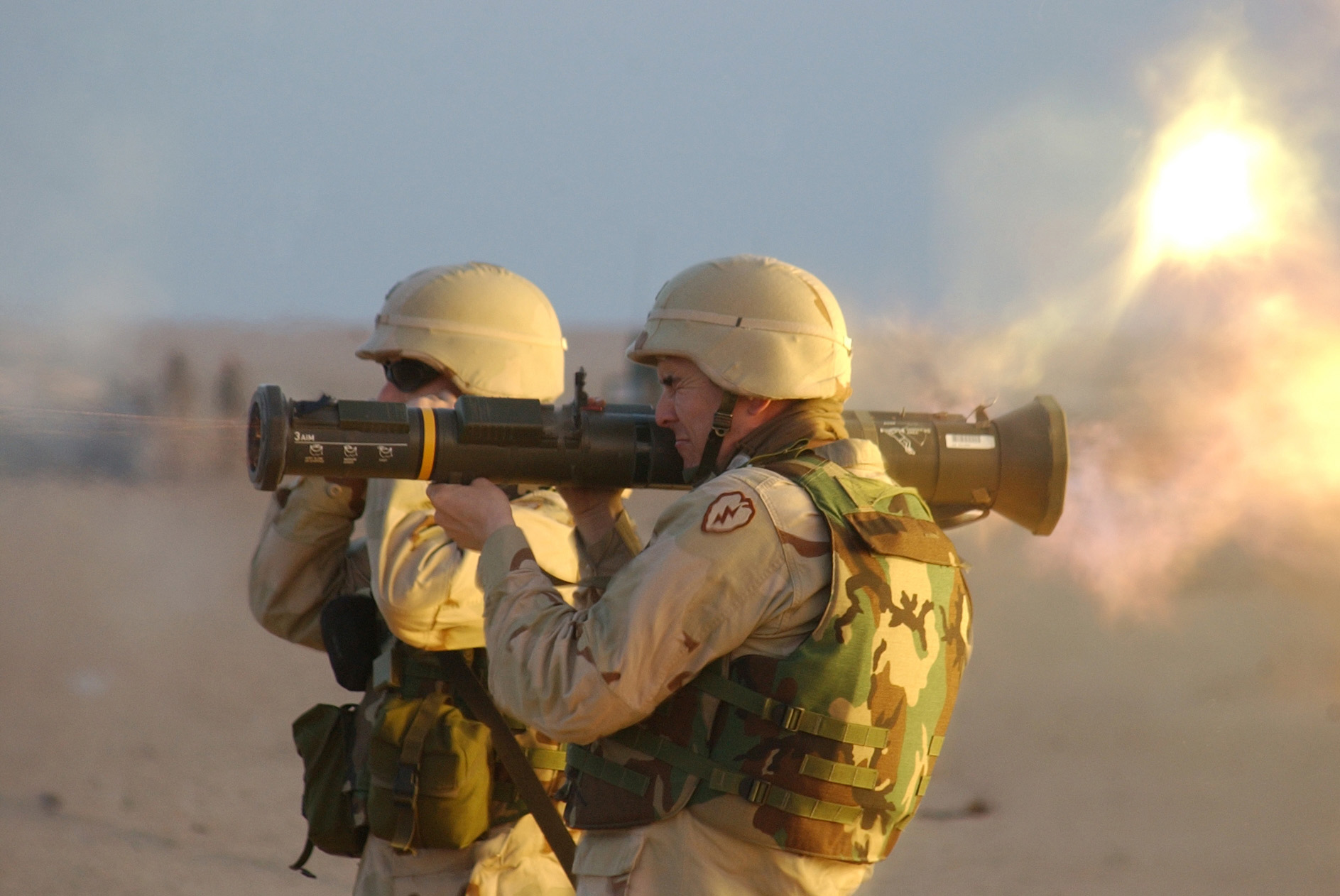
Soldados norte-americanos utilizam um AT-4 durante um treino no Kuwait.

O carro de combate continua vulnerável à infantaria, especialmente em zonas fechadas, como por exemplo cidades. A blindagem e a mobilidade dos carros de combate também os faz serem grandes e bastante ruidosos, dando a uma infantaria inimiga a iniciativa, e permitindo-lhes seguirem e fugirem de um carro de combate até a oportunidade de um contra-ataque surpresa surgir. É por este motivo que as tácticas modernas de combate insistem que os carros de combate tenham por perto o apoio de infantaria aliada (Agrupamentos ou Subagrupamentos).
Mesmo para forças experientes, não é fácil para um soldado se aproximar de um carro de combate sem ser detectado, especialmente se o comandante do carro de combate (Chefe de Carro) estiver dentro da torre com um campo de visão bom. Caso o Chefe de Carro não esteja protegido dentro do carro de combate, este fica exposto a fogo ligeiro.
Quando um soldado se aproxima de um carro de combate, não fica invulnerável, apesar que a tripulação do carro de combate tenha que se expor para o atacar, visto que as metralhadoras anexas ao tanque não podem se mover suficientemente rápido para atacar alvos próximos, é possível pedir ajuda a carros de combate próximos para estes abaterem soldados inimigos.

### Helicópteros
A maior ameaça para um carro de combate nos dias de hoje é o helicóptero anticarro armado com armas anticarro teleguiadas, ou canhões. O helicóptero pode rapidamente aparecer e disparar de trás de um obstáculo, tendo uma grande mobilidade para atacar de sítios menos esperados.

### Minas
O carro de combate continua vulnerável a minas, que têm a vantagem de atacar o carro de combate na parte onde este tem menos blindagem, e podem ser bem escondidas.
Em adição as minas modernas podem ser lançadas, e em particular, a partir de artilharia ou de um avião, e serem posicionadas entre uma formação de carros em movimento.

### Aviões
Muitos aviões, incluindo o A-10 Thunderbolt II, foram desenvolvidos especificamente para suporte aéreo próximo, que inclui em muitos casos a destruição de carros de combate. Um dos destruidores de tanques lendários foi o Ilyushin Il-2, que foi utilizado pela União Soviética contra a Alemanha Nazista. O famoso Junkers Ju 87, apesar de não ter sido inicialmente projetado para ataque a tanques, foi empregado nesse papel primeiramente na Batalha da França de 1940, onde teve sucesso limitado por ser difícil bombardear um alvo em movimento de tamanho pequeno. Versões posteriores ganharam canhões de 37 mm, capazes de penetrar a blindagem superior de qualquer tanque soviético ou aliado.

## Mídia
| (vídeo)                                                                                    | \| Tanques da Primeira Guerra Mundial (info) \| \| Vídeo de Carros de Combate a ajudar as forças Aliadas a avançar em Langres, França (1918). \| \| Problemas na reprodução de vídeos? Ajuda. \| |
| Tanques da Primeira Guerra Mundial (info)                                                  | |
| Vídeo de Carros de Combate a ajudar as forças Aliadas a avançar em Langres, França (1918). | |
| Problemas na reprodução de vídeos? Ajuda.                                                  | |